# کپلک شش
کپلک شش (نام علمی: Paragonimus westermani) نام یک گونه از رده کپلک است.